# Torino Calcio 1990-1991
Questa voce raccoglie le informazioni riguardanti il Torino Calcio nelle competizioni ufficiali della stagione 1990-1991.

## Stagione
Nella stagione 1990-1991 il Torino sostituisce Fascetti con Mondonico e rafforza la squadra per affrontare la massima serie. Dal Real Madrid arriva il centrocampista Rafael Martin Vazquez, ma il contributo più sostanzioso alla stagione granata arriva dal torinese Giorgio Bresciani un centravanti cresciuto nel Torino e prestato l'anno precedente all'Atalanta, riportato a casa ha ripagato la fiducia, segnando 13 reti in 27 partite giocate. Il Toro disputa un campionato di regolarità, prendendosi 19 punti sia nel girone di andata, che nel ritorno, centrando da neopromossa, un ottimo quinto posto, che vale come qualificazione alla Coppa Uefa per la successiva stagione. Da questa stagione post mondiali, il Torino ha lasciato il Comunale per disputare i suoi incontri nel nuovo stadio delle Alpi. Nella Coppa Italia il Torino entra in gioco dal secondo turno, eliminando il Verona, nel terzo turno elimina nel doppio confronto l'Inter, nei quarti di finale cede il passaggio alle semifinali alla Sampdoria del presidente Mantovani, che in questa stagione ottiene il suo primo titolo tricolore. Ciliegina sulla torta di questa bella stagione granata, la vittoria della Mitropa Cup un torneo europeo, disputato dalle squadre di Italia, Austria, Ungheria, Cecoslovacchia e Jugoslavia, che nella stagione precedente hanno vinto i campionati di seconda divisione. Nel girone di qualificazione il Toro ha superato Vorwaerts e Vezsprem. Le vincenti dei due gruppi hanno disputato la finale tutta italiana tra Torino e Pisa, che ha consentito ai granata di vincere (4-1) il suo primo trofeo internazionale.

## Divise e sponsor
Nel 1990-1991, il Torino ebbe come sponsor tecnico ABM, mentre lo sponsor principale fu Indesit.
| Casa | Trasferta |

## Organigramma societario
- Presidente:
  - Gian Mauro Borsano
- Segretarie:
  - Paola Massa
  - Susanna Paroletti
- General manager:
  - Maurizio Casasco

- Allenatore:
  - Emiliano Mondonico
- Medico sociale:
  - Dott. Marco Laudi

## Rosa

Il neoacquisto Martín Vázquez alle prese con i giallorossi Virdis e Alejnikov in Torino-Lecce (2-0) dell'11 novembre 1990

| N. |                   | Ruolo | Calciatore          |
| -- | ----------------- | ----- | ------------------- |
|    | Italia (bandiera) | P     | Raffaele Di Fusco   |
|    | Italia (bandiera) | P     | Luca Marchegiani    |
|    | Italia (bandiera) | P     | Franco Tancredi     |
|    | Italia (bandiera) | P     | Paolo Toccafondi    |
|    | Italia (bandiera) | D     | Enrico Annoni       |
|    | Italia (bandiera) | D     | Gianluca Atzori     |
|    | Italia (bandiera) | D     | Silvano Benedetti   |
|    | Italia (bandiera) | D     | Pasquale Bruno      |
|    | Italia (bandiera) | D     | Roberto Cravero     |
|    | Italia (bandiera) | D     | Donatello Gasparini |
|    | Italia (bandiera) | D     | Ivanoe Lanzara      |
|    | Italia (bandiera) | D     | Davide Mezzanotti   |
|    | Italia (bandiera) | D     | Roberto Mussi       |
|    | Italia (bandiera) | D     | Giuseppe Pancaro    |
|    | Italia (bandiera) | D     | Roberto Policano    |
|    | Italia (bandiera) | C     | Dino Baggio         |

| N. |                       | Ruolo | Calciatore          |
| -- | --------------------- | ----- | ------------------- |
|    | Italia (bandiera)     | C     | Giuseppe Carillo    |
|    | Italia (bandiera)     | C     | Sandro Cois         |
|    | Italia (bandiera)     | C     | Luca Fusi           |
|    | Brasile (bandiera)    | C     | Leo Junior          |
|    | Italia (bandiera)     | C     | Gianluigi Lentini   |
|    | Spagna (bandiera)     | C     | Martín Vázquez      |
|    | Italia (bandiera)     | C     | Francesco Romano    |
|    | Italia (bandiera)     | C     | Gianluca Sordo      |
|    | Italia (bandiera)     | C     | Giorgio Venturin    |
|    | Italia (bandiera)     | C     | Alvise Zago         |
|    | Brasile (bandiera)    | A     | Amarildo            |
|    | Italia (bandiera)     | A     | Giorgio Bresciani   |
|    | Italia (bandiera)     | A     | Alessandro Brunetti |
|    | Brasile (bandiera)    | A     | Müller              |
|    | Jugoslavia (bandiera) | A     | Haris Škoro         |

## Calciomercato

### Sessione estiva
| Acquisti | Acquisti              | Acquisti    | Acquisti      |
| R.       | Nome                  | da          | Modalità      |
| -------- | --------------------- | ----------- | ------------- |
| P        | Raffaele Di Fusco     | Napoli      | definitivo    |
| P        | Franco Tancredi       | Roma        | definitivo    |
| P        | Paolo Toccafondi      | Empoli      | definitivo    |
| D        | Enrico Annoni         | Como        | definitivo    |
| D        | Gianluca Atzori       | Lodigiani   | definitivo    |
| D        | Pasquale Bruno        | Juventus    | definitivo    |
| D        | Daniele Delli Carri   | Bisceglie   | definitivo    |
| C        | Giuseppe Carillo      | Ascoli      | definitivo    |
| C        | Luca Fusi             | Napoli      | definitivo    |
| C        | Rafael Martín Vázquez | Real Madrid | definitivo    |
| A        | Giorgio Bresciani     | Atalanta    | fine prestito |
| A        | Christian Vieri       | Prato       | definitivo    |
| C        | Leo Junior            | Flamengo    | prestito      |
| C        | Giorgio Venturin      | Napoli      | prestito      |
| A        | Amarildo              | Cesena      | prestito      |

| Cessioni | Cessioni            | Cessioni  | Cessioni   |
| R.       | Nome                | a         | Modalità   |
| -------- | ------------------- | --------- | ---------- |
| P        | Silvano Martina     | Verona    | definitivo |
| D        | Walter Bianchi      | Verona    | definitivo |
| D        | Massimiliano Farris | Barletta  | definitivo |
| D        | Maurizio Ferrarese  | Lucchese  | definitivo |
| D        | Riccardo Fimognari  | Reggina   | definitivo |
| D        | Donatello Gasparini | Pro Sesto | definitivo |
| D        | Ezio Rossi          | Verona    | definitivo |
| C        | Giorgio Enzo        | Ascoli    | definitivo |
| C        | Massimo Gallaccio   | Barletta  | definitivo |
| C        | Giorgio Venturin    | Napoli    | prestito   |
| C        | Alvise Zago         | Pescara   | prestito   |
| A        | Benito Carbone      | Reggina   | prestito   |
| A        | Müller              | San Paolo | definitivo |
| A        | Marco Pacione       | Genoa     | definitivo |
| A        | Tommaso Porfido     | Cosenza   | definitivo |

## Risultati

### Serie A

#### Girone di andata
| Torino 9 settembre 1990, ore 16:00 UTC+2 1ª giornata | Torino          | 0 – 0 referto | Lazio | Stadio delle Alpi (36.250 spett.)\| Arbitro: \| Magni (Bergamo) \| |
| Arbitro:                                             | Magni (Bergamo) |               |       |                                                                    |

| Arbitro: | Luci (Firenze) |

|                                     |           |           |
| Răducioiu 39’ João Paulo 89’ (rig.) | Marcatori | 9’ Müller |

| Arbitro: | Lo Bello (Siracusa) |

|                                |           |  |
| Martín Vázquez 51’ Lentini 79’ | Marcatori |  |

| Arbitro: | Longhi (Roma) |

|           |           |  |
| Iliev 78’ | Marcatori |  |

| Arbitro: | Amendolia (Messina) |

|            |           |  |
| Romano 60’ | Marcatori |  |

| Arbitro: | Cornieti (Forlì) |

|                 |           |                          |
| Fusi 30’ (aut.) | Marcatori | 54’ Bresciani 62’ Romano |

| Arbitro: | Lanese (Messina) |

|                        |           |                             |
| Silas 23’ Barcella 82’ | Marcatori | 13’ Benedetti 80’ Bresciani |

| Arbitro: | Guidi (Bologna) |

|                               |           |  |
| Morello 36’ (aut.) Müller 45’ | Marcatori |  |

| Genova 18 novembre 1990, ore 14:30 UTC+1 9ª giornata | Genoa              | 0 – 0 referto | Torino | Stadio Luigi Ferraris (33.356 spett.)\| Arbitro: \| Sguizzato (Verona) \| |
| Arbitro:                                             | Sguizzato (Verona) |               |        |                                                                           |

| Arbitro: | Lanese (Messina) |

|             |           |             |
| Lentini 31’ | Marcatori | 90’ Maldini |

| Arbitro: | Stafoggia (Pesaro) |

|                                    |           |               |
| Maradona 80’ (rig.) Incocciati 88’ | Marcatori | 83’ Bresciani |

| Arbitro: | Coppetelli (Tivoli) |

|              |           |               |
| Policano 24’ | Marcatori | 77’ R. Baggio |

| Arbitro: | Baldas (Trieste) |

|                            |           |  |
| Padovano 3’ Piovanelli 39’ | Marcatori |  |

| Torino 30 dicembre 1990, ore 14:30 UTC+1 14ª giornata | Torino           | 0 – 0 referto | Parma | Stadio delle Alpi (32.041 spett.)\| Arbitro: \| D'Elia (Salerno) \| |
| Arbitro:                                              | D'Elia (Salerno) |               |       |                                                                     |

| Arbitro: | Ceccarini (Livorno) |

|                   |           |                           |
| Vialli 89’ (rig.) | Marcatori | 21’ (rig.), 87’ Bresciani |

| Arbitro: | Beschin (Legnago) |

|               |           |               |
| Bresciani 19’ | Marcatori | 84’ Salvatori |

| Arbitro: | Nicchi (Arezzo) |

|  |           |               |
|  | Marcatori | 61’ Bresciani |

#### Girone di ritorno
| Arbitro: | Amendolia (Messina) |

|              |           |             |
| Pin 45’, 69’ | Marcatori | 89’ Lentini |

| Arbitro: | Stafoggia (Pesaro) |

|                                            |           |  |
| Annoni 40’ Policano 60’ Bresciani 72’, 76’ | Marcatori |  |

| Arbitro: | Pezzella (Frattamaggiore) |

|              |           |  |
| Klinsmann 8’ | Marcatori |  |

| Arbitro: | Frigerio (Milano) |

|                                            |           |                   |
| Bresciani 4’, 68’ Lentini 65’ Policano 72’ | Marcatori | 44’ Notaristefano |

| Arbitro: | D'Elia (Salerno) |

|                              |           |  |
| Aldair 18’ Völler 83’ (rig.) | Marcatori |  |

| Arbitro: | Boggi (Salerno) |

|              |           |                |
| Policano 49’ | Marcatori | 5’ Francescoli |

| Arbitro: | Lo Bello (Siracusa) |

|                           |           |              |
| Lentini 84’ D. Baggio 87’ | Marcatori | 5’ Piraccini |

| Arbitro: | Longhi (Roma) |

|             |           |                         |
| Moriero 21’ | Marcatori | 12’ (aut.) P. Benedetti |

| Arbitro: | Baldas (Trieste) |

|                                                               |           |                          |
| Skoro 7’, 28’ Bresciani 17’ D. Baggio 60’ Caricola 79’ (aut.) | Marcatori | 39’ (rig.), 52’ Aguilera |

| Arbitro: | Coppetelli (Tivoli) |

|                    |           |  |
| Cravero 59’ (aut.) | Marcatori |  |

| Arbitro: | Cornieti (Forlì) |

|                     |           |            |
| Policano 19’ (rig.) | Marcatori | 20’ Careca |

| Arbitro: | Sguizzato (Verona) |

|              |           |                                   |
| Di Canio 50’ | Marcatori | 28’ Policano 73’ (aut.) Fortunato |

| Arbitro: | Magni (Bergamo) |

|             |           |  |
| Cravero 59’ | Marcatori |  |

| Parma 5 maggio 1991, ore 16:00 UTC+2 31ª giornata | Parma            | 0 – 0 referto | Torino | Stadio Ennio Tardini (20.365 spett.)\| Arbitro: \| Baldas (Trieste) \| |
| Arbitro:                                          | Baldas (Trieste) |               |        |                                                                        |

| Arbitro: | Pezzella (Frattamaggiore) |

|                      |           |                |
| Bresciani 78’ (rig.) | Marcatori | 32’ Invernizzi |

| Firenze 19 maggio 1991, ore 16:30 UTC+2 33ª giornata | Fiorentina         | 0 – 0 referto | Torino | Stadio Comunale (36.397 spett.)\| Arbitro: \| Stafoggia (Pesaro) \| |
| Arbitro:                                             | Stafoggia (Pesaro) |               |        |                                                                     |

| Torino 26 maggio 1991, ore 16:30 UTC+2 34ª giornata | Torino              | 0 – 0 referto | Atalanta | Stadio delle Alpi (35.696 spett.)\| Arbitro: \| Ceccarini (Livorno) \| |
| Arbitro:                                            | Ceccarini (Livorno) |               |          |                                                                        |

### Coppa Italia

#### Turni preliminari
| Arbitro: | Fabricatore (Roma) |

|  |           |                                                     |
|  | Marcatori | 44’ Cravero 68’ Skoro 79’ (aut.) Acerbis 86’ Müller |

| Arbitro: | Bazzoli (Merano) |

|  |           |           |
|  | Marcatori | 33’ Fanna |

#### Fase finale
| Arbitro: | Longhi (Roma) |

|                          |           |                   |
| Matthäus 83’ Bergomi 89’ | Marcatori | 3’ Martín Vázquez |

| Arbitro: | Lo Bello (Siracusa) |

|             |           |  |
| Lentini 16’ | Marcatori |  |

| Arbitro: | Coppetelli (Tivoli) |

|            |           |  |
| Lentini 1’ | Marcatori |  |

| Arbitro: | Lo Bello (Siracusa) |

|                                                          |                      |                                                    |
| Bonetti 40’                                              | Marcatori            |                                                    |
| Vialli Vierchowod Cerezo Mikhailichenko Mancini Lombardo | Tiri di rigore 3 – 2 | Cravero Policano Mussi D. Baggio Bresciani Lentini |

### Coppa Mitropa

#### Fase a gironi
| Arbitro: | Beussan |

|              |           |  |
| Policano 42’ | Marcatori |  |

| Arbitro: | Marko |

|                    |           |  |
| Kelemen 48’ (aut.) | Marcatori |  |

#### Finale
| Arbitro: | Vágner |

|                                          |           |              |
| Martín Vázquez 90+4’ (rig.) Carillo 119’ | Marcatori | Polidori 85’ |

## Statistiche

### Statistiche di squadra
| Competizione  | Punti | In casa | In casa | In casa | In casa | In casa | In casa | In trasferta | In trasferta | In trasferta | In trasferta | In trasferta | In trasferta | Totale | Totale | Totale | Totale | Totale | Totale | DR  |
| Competizione  | Punti | G       | V       | N       | P       | Gf      | Gs      | G            | V            | N            | P            | Gf           | Gs           | G      | V      | N      | P      | Gf     | Gs     | DR  |
| ------------- | ----- | ------- | ------- | ------- | ------- | ------- | ------- | ------------ | ------------ | ------------ | ------------ | ------------ | ------------ | ------ | ------ | ------ | ------ | ------ | ------ | --- |
| Serie A       | 38    | 17      | 8       | 9       | 0       | 27      | 10      | 17           | 4            | 5            | 8            | 13           | 19           | 34     | 12     | 14     | 8      | 40     | 29     | +11 |
| Coppa Italia  | -     | 3       | 2       | 0       | 1       | 2       | 1       | 3            | 1            | 0            | 2            | 5            | 3            | 6      | 3      | 0      | 3      | 7      | 4      | +3  |
| Coppa Mitropa | -     | 3       | 3       | 0       | 0       | 4       | 1       | 0            | 0            | 0            | 0            | 0            | 0            | 3      | 3      | 0      | 0      | 4      | 1      | +3  |
| Totale        | -     | 23      | 13      | 9       | 1       | 33      | 12      | 20           | 5            | 5            | 10           | 18           | 22           | 43     | 18     | 14     | 11     | 51     | 34     | +17 |

### Statistiche dei giocatori
| Giocatore         | Serie A  | Serie A | Serie A     | Serie A    | Coppa Italia | Coppa Italia | Coppa Italia | Coppa Italia | Coppa Mitropa | Coppa Mitropa | Coppa Mitropa | Coppa Mitropa | Totale   | Totale | Totale      | Totale     |
| Giocatore         | Presenze | Reti    | Ammonizioni | Espulsioni | Presenze     | Reti         | Ammonizioni  | Espulsioni   | Presenze      | Reti          | Ammonizioni   | Espulsioni    | Presenze | Reti   | Ammonizioni | Espulsioni |
| ----------------- | -------- | ------- | ----------- | ---------- | ------------ | ------------ | ------------ | ------------ | ------------- | ------------- | ------------- | ------------- | -------- | ------ | ----------- | ---------- |
| Amarildo          | -        | -       | -           | -          | -            | -            | -            | -            | 3             | 0             | ?             | ?             | 3        | 0      | 0+          | 0+         |
| E. Annoni         | 22       | 1       | ?           | ?          | 4            | 0            | ?            | ?            | 3             | 0             | ?             | ?             | 29       | 1      | ?           | ?          |
| G. Atzori         | 0        | 0       | 0           | 0          | 0            | 0            | 0            | 0            | 1             | 0             | ?             | ?             | 1        | 0      | 0+          | 0+         |
| D. Baggio         | 25       | 2       | ?           | ?          | 6            | 0            | ?            | ?            | 0             | 0             | 0             | 0             | 31       | 2      | 0+          | 0+         |
| S. Benedetti      | 27       | 1       | ?           | ?          | 4            | 0            | ?            | ?            | 1             | 0             | ?             | ?             | 32       | 1      | ?           | ?          |
| G. Bresciani      | 27       | 13      | ?           | ?          | 4            | 0            | ?            | ?            | 0             | 0             | 0             | 0             | 31       | 13     | 0+          | 0+         |
| A. Brunetti       | 1        | 0       | ?           | ?          | 0            | 0            | 0            | 0            | 2             | 0             | ?             | ?             | 3        | 0      | 0+          | 0+         |
| P. Bruno          | 28       | 0       | ?           | ?          | 5            | 0            | ?            | ?            | 2             | 0             | ?             | ?             | 35       | 0      | ?           | ?          |
| G. Carillo        | 18       | 0       | ?           | ?          | 6            | 0            | ?            | ?            | 3             | 1             | ?             | ?             | 27       | 1      | ?           | ?          |
| S. Cois           | 1        | 0       | ?           | ?          | 0            | 0            | 0            | 0            | 2             | 0             | ?             | ?             | 3        | 0      | 0+          | 0+         |
| R. Cravero        | 30       | 1       | ?           | ?          | 6            | 1            | ?            | ?            | 1             | 0             | ?             | ?             | 37       | 2      | ?           | ?          |
| R. Di Fusco       | 0        | -0      | 0           | 0          | 0            | -0           | 0            | 0            | 3             | -1            | ?             | ?             | 3        | -1     | 0+          | 0+         |
| L. Fusi           | 31       | 0       | ?           | ?          | 5            | 0            | ?            | ?            | 3             | 0             | ?             | ?             | 39       | 0      | ?           | ?          |
| L. Jùnior         | -        | -       | -           | -          | -            | -            | -            | -            | 2             | 0             | ?             | ?             | 2        | 0      | 0+          | 0+         |
| G. Lentini        | 34       | 5       | ?           | ?          | 6            | 2            | ?            | ?            | 0             | 0             | 0             | 0             | 40       | 7      | 0+          | 0+         |
| L. Marchegiani    | 29       | -22     | ?           | ?          | 4            | -1           | ?            | ?            | 0             | -0            | 0             | 0             | 33       | -23    | 0+          | 0+         |
| R. Martin Vazquez | 24       | 1       | ?           | ?          | 3            | 1            | ?            | ?            | 3             | 1             | ?             | ?             | 30       | 3      | ?           | ?          |
| D. Mezzanotti     | 1        | 0       | ?           | ?          | 1            | 0            | ?            | ?            | 1             | 0             | ?             | ?             | 3        | 0      | ?           | ?          |
| Müller            | 7        | 2       | ?           | ?          | 3            | 1            | ?            | ?            | -             | -             | -             | -             | 10       | 3      | 0+          | 0+         |
| R. Mussi          | 18       | 0       | ?           | ?          | 5            | 0            | ?            | ?            | 1             | 0             | ?             | ?             | 24       | 0      | ?           | ?          |
| R. Policano       | 28       | 6       | ?           | ?          | 5            | 0            | ?            | ?            | 3             | 1             | ?             | ?             | 36       | 7      | ?           | ?          |
| F. Romano         | 29       | 2       | ?           | ?          | 3            | 0            | ?            | ?            | 3             | 0             | ?             | ?             | 35       | 2      | ?           | ?          |
| H. Skoro          | 23       | 2       | ?           | ?          | 3            | 1            | ?            | ?            | 0             | 0             | 0             | 0             | 26       | 3      | 0+          | 0+         |
| G. Sordo          | 24       | 0       | ?           | ?          | 2            | 0            | ?            | ?            | 0             | 0             | 0             | 0             | 26       | 0      | 0+          | 0+         |
| F. Tancredi       | 6        | -7      | ?           | ?          | 2            | -3           | ?            | ?            | 0             | -0            | 0             | 0             | 8        | -10    | 0+          | 0+         |
| G. Venturin       | -        | -       | -           | -          | -            | -            | -            | -            | 3             | 0             | ?             | ?             | 3        | 0      | 0+          | 0+         |
| A. Zago           | 1        | 0       | ?           | ?          | 1            | 0            | ?            | ?            | -             | -             | -             | -             | 2        | 0      | 0+          | 0+         |

## Giovanili

### Piazzamenti
- Primavera:
  - Campionato: Vincitore.
  - Coppa Italia:
  - Torneo di Viareggio: Quarti di finale.
- Berretti:
  - Campionato:
- Allievi nazionali:
  - Torneo Città di Arco: 4º posto.